# Гамаш-ан-Вексен
Гама́ш-ан-Вексе́н (фр. Gamaches-en-Vexin) — коммуна во Франции, в регионе Нормандия, департамент Эр. Население — 289 человек (2018).
Коммуна расположена северо-западнее Парижа на 75 км, в 45 км на юго-восток от Руана, в 45 км к северо-востоку от муниципалитета Эврё.

## Демография
| 1962 | 1968 | 1975 | 1982 | 1990 | 1999 | 2008 | 2018 |
| ---- | ---- | ---- | ---- | ---- | ---- | ---- | ---- |
| 297  | 306  | 271  | 296  | 213  | 329  | 318  | 289  |

## Экономика
В 2007 году среди 210 человек в трудоспособном возрасте (15—64 лет) 150 были активны, 60 — неактивны (показатель активности — 71,4%, в 1999 году — 73,2%). Из 150 активных работали 143 человека (83 мужчины и 60 женщин), безработных было 7 (3 мужчины и 4 женщины). Среди 60 неактивных 22 человека были учениками или студентами, 14 — пенсионерами, 24 человека были неактивными по другим причинам.